# Cystisoma gershwinae
Cystisoma gershwinae is een vlokreeftensoort uit de familie van de Cystisomatidae. De wetenschappelijke naam van de soort is voor het eerst geldig gepubliceerd in 2003 door Zeidler.